# Przygody Paluszka

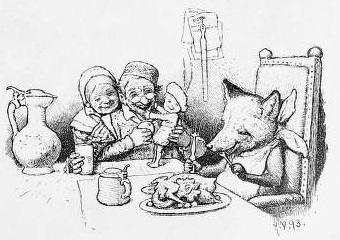
Hermann Vogel: Ilustracja do baśni

Przygody Paluszka (niem. Daumerlings Wanderschaft) – baśń braci Grimm opublikowana w roku 1812 w ich zbiorze Baśni (tom 1, nr 45).
Głównym bohaterem, jest Tomcio Paluch (Paluszek) postać z europejskiego folkloru ludowego. Postać pojawia się też w innej baśni braci Grimm zatytułowanej Paluszek (Daumling, nr 37) 

## Treść
Źródło: 
Pewien krawiec miał syna małego jak palec, którego z tego powodu nazwano Paluszek. Rodzice bardzo kochali swoje dziecko. Pewnego dnia Paluszek oświadczył, że pragnie zwiedzić świat. Ojciec dał mu igłę, która miała mu służyć jako miecz na drogę, a matka ugotowała obiad pożegnalny. Kiedy Paluszek nachylił się nad garnkiem, by zobaczyć, co matka ugotowała, porwała go para znad garnka i uniosła w górę przez komin. 
Chłopiec, po długim locie, znalazł się w obcym kraju. Początkowo podjął pracę u jednego z miejscowych majstrów, ale popadł w konflikt z jego żoną, gdy skrytykował jedzenie i został wyrzucony. Wówczas przyłączył się do spotkanej przypadkiem bandy zbójców. Mieli wspólnie okraść królewski skarbiec. Paluszek, dzięki wzrostowi, dostał się do środka i zaczął podawać kamratom po jednym dukacie. Wkrótce jednak zjawił się tam król, który oglądał tego dnia swoje skarby. Spostrzegł, że brakuje wielu monet i wezwał straż. Strażnicy zauważyli Paluszka i próbowali go dopaść, ale on tak umiejętnie schował się za monetami, że był poza ich zasięgiem. Kiedy wrócił do swoich kamratów, ci byli pod wrażeniem jego sprytu i odwagi. Chcieli mianować go hersztem, jednak Paluszek wolał dalsze zwiedzanie świata. 
Wyruszył w dalszą podróż. Po drodze zatrudnił się u karczmarza. Jednak tamtejsze kucharki nie lubiły go, gdyż będąc prawie niewidoczny, wykrył wszystkie ich machlojki i kradzieże, o których powiadomił karczmarza. Kucharki marzyły o zemście. Pewnego dnia, jedna z nich, podczas koszenia trawy, ujrzała go na łące. Zagarnęła go więc razem z trawą i rzuciła krowie na pożarcie. 
Paluszek znalazł się w brzuchu krowy, skąd na próżno wzywał pomocy. Jakiś czas później krowę zarżnięto. Choć Paluszek uniknął ciosu noży, jednak utknął między odpadami na kiełbasę. W rzeźni panował hałas i nikt nie słyszał jego krzyków. W końcu został wsadzony w kiełbasę, która zaniesiono do wędzenia. Zimą, kiełbasa została zdjęta. Miano ją podać gościom. Podczas krojenia, Paluszek wydostał się na wolność i uciekł z tego miejsca.
Wędrując dalej spotkał w lesie lisa. Obiecał mu, że jeśli zaniesie go do rodziców, dostanie wszystkie kury, które będą w ich domu. Lis zgodził się i zaniósł Paluszka do domu. Rodzice bardzo się ucieszyli, kiedy zobaczyli, że ich syn powrócił. Nie żałowali też kur dla lisa.